# Now What?!
Now What?! («И что теперь?!» или «Ну и что?!») — девятнадцатый студийный альбом британской рок-группы Deep Purple. В ряде стран, включая Россию, релиз альбома состоялся 26 апреля 2013 года.

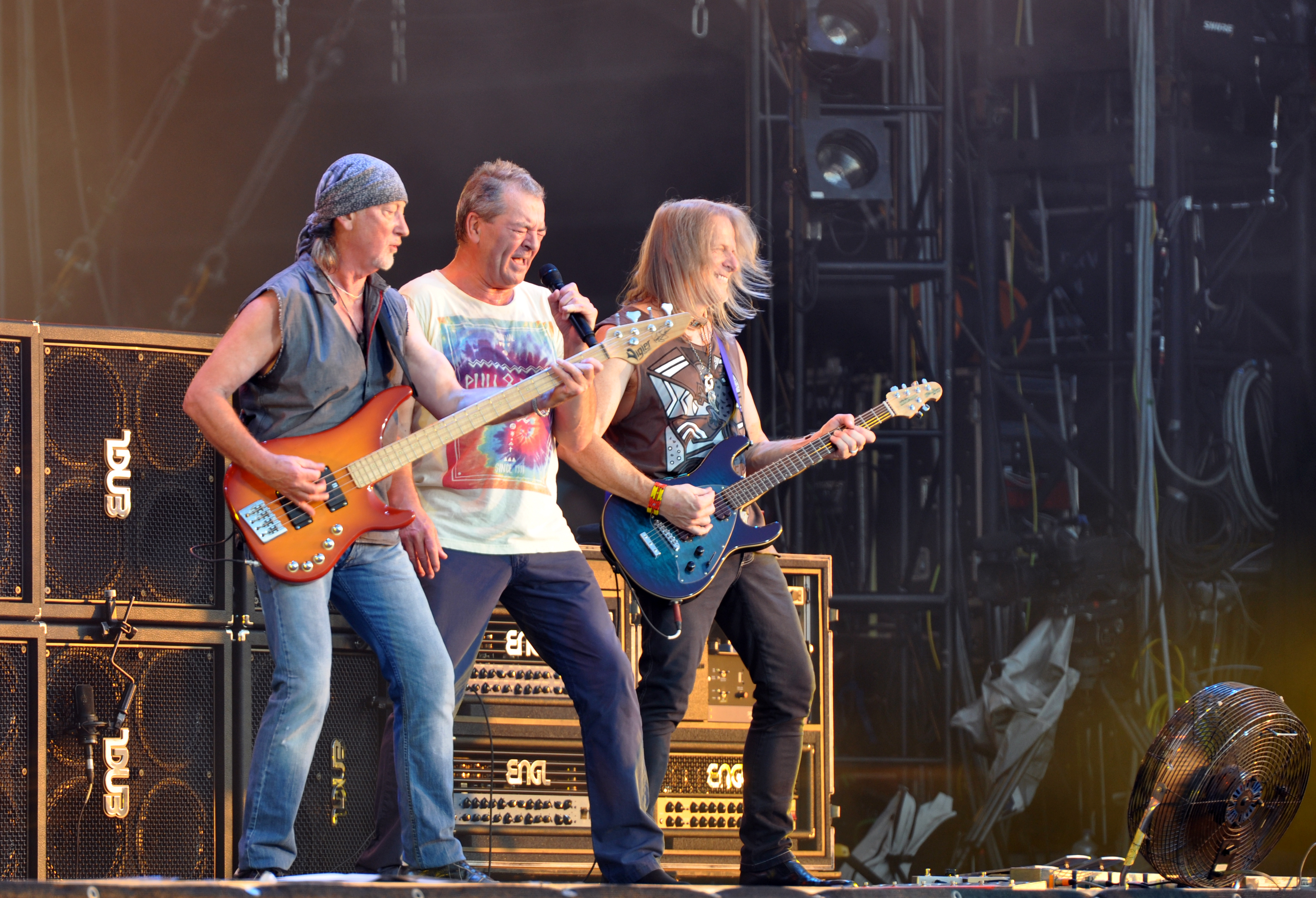
Выступление на Wacken Open Air, 2013 год

Now What?! стал первым студийным альбомом группы Deep Purple после большого перерыва с 2005 года, когда был записан Rapture of the Deep. Продюсером альбома является Боб Эзрин, выпущен альбом был лейблом earMusic (дочерняя фирма компании Edel Music) в Великобритании и, собственно, Edel в Германии. Запись альбома проходила в Нэшвилле, штат Теннесси, США. Альбом выпущен в форматах CD и LP. На ограниченном CD будет 11 альбомных композиций и DVD, включающим обсуждения группы[что?] и дополнительный аудио материал. На двусторонней долгоиграющей пластинке — 11 композиций и бонусный трек. Альбом также отдаёт дань памяти Джону Лорду, включив в оформление альбома строчку из песни «Above and Beyond» «Souls, having touched, are forever entwined» (с англ. — «Души, коснувшись, навсегда переплелись»); также Лорду посвящена песня Uncommon Man с этого альбома.
Название альбома было оглашено 26 февраля 2013 года. Также было объявлено, что две песни с нового альбома — синглы «Hell to Pay» и «All the Time in the World» будут выпущены в формате CD и винил 29 марта. 9 марта появилась возможность прослушать по одной бесплатной минуте этих синглов. 11 марта на радио состоялась премьера сингла «All the Time in the World».
В России альбом стал доступен 26 апреля. В других странах релиз альбома состоится с 29 апреля по 22 мая. 29 апреля альбом вышел в европейских странах. В России в мае 2013 года альбом получил золотую сертификацию.
В феврале 2013 года группа провела большой международный концертный тур, приуроченный к выходу альбома.

## Список композиций
Слова и музыка всех песен — Гиллан, Гловер, Пейс, Морс, Эйри, Эзрин; кроме "It'll Be Me", написанной Джеком Клементом.
| №   | Название                    | Длительность |
| --- | --------------------------- | ------------ |
| 1.  | «A Simple Song»             | 4:39         |
| 2.  | «Weirdistan»                | 4:14         |
| 3.  | «Out of Hand»               | 6:09         |
| 4.  | «Hell to Pay»               | 5:10         |
| 5.  | «Bodyline»                  | 4:26         |
| 6.  | «Above and Beyond»          | 5:30         |
| 7.  | «Blood from a Stone»        | 5:18         |
| 8.  | «Uncommon Man»              | 7:02         |
| 9.  | «Après Vous»                | 5:24         |
| 10. | «All the Time in the World» | 4:21         |
| 11. | «Vincent Price»             | 4:46         |

| №   | Название      | Длительность |
| --- | ------------- | ------------ |
| 12. | «It'll Be Me» | 3:02         |

| №   | Название                | Длительность |
| --- | ----------------------- | ------------ |
| 12. | «It'll Be Me»           | 3:02         |
| 13. | «First Sign of Madness» | 4:26         |

| №   | Название                     | Длительность |
| --- | ---------------------------- | ------------ |
| 12. | «It'll Be Me»                | 3:02         |
| 13. | «First Sign of Madness»      | 4:26         |
| 14. | «Hell to Pay» (instrumental) | 5:11         |
| 15. | «Après Vous» (instrumental)  | 5:23         |

| №   | Название                                                                     | Длительность |
| --- | ---------------------------------------------------------------------------- | ------------ |
| 12. | «Highway Star» (live from the Hard Rock Cafe, London, UK, October 2005)      | 8:09         |
| 13. | «Perfect Strangers» (live from the Hard Rock Cafe, London, UK, October 2005) | 6:41         |
| 14. | «All the Time in the World» (Alternative Radio Mix)                          | 3:48         |

| №   | Название                                                                      | Длительность |
| --- | ----------------------------------------------------------------------------- | ------------ |
| 12. | «It'll Be Me»                                                                 | 3:02         |
| 13. | «Smoke on the Water» (live from the Hard Rock Cafe, London, UK, October 2005) | 6:50         |
| 14. | «Wrong Man» (live from the Hard Rock Cafe, London, UK, October 2005)          | 4:29         |
| 15. | «Hell to Pay» (Radio Edit)                                                    | 3:42         |

## Участники записи

### Deep Purple
- Иэн Гиллан — вокал
- Иэн Пейс — ударные
- Стив Морс — гитара
- Роджер Гловер — бас-гитара
- Дон Эйри — клавишные

### Прочие музыканты
- Джейсон Роллер — акустическая гитара («All The Time In The World»)
- Эрик Даркен — перкуссия («Bodyline», «All The Time In The World»)
- Майк Джонсон — слайд-гитара («All The Time In The World», «Vincent Price»)
- Дэвид Хэмилтон — вспомогательные клавишные («Uncommon Man», «Weirdistan», «Above And Beyond»)
- Учащиеся Nimbus School of Recording Arts — вокал («Hell to Pay»)
- Боб Эзрин — тексты песен, бэк-вокал, перкуссия

### Производство альбома
- Боб Эзрин — продюсер
- Ли Сяо Ле (Li Xiao Le) — звукооператор
- Зак Аллан, Джарад Клемент, Роб Хэррис, Майк Эйри и Натан Сэйдж — ассистенты звукооператора
- Боб Эзрин и Джастин Кортелью — микширование
- Грег Кэлби (студия «Sterling Sound», Нью-Йорк) — мастеринг

## Позиции в чартах
| Страна (2013)            | Позиция |
| ------------------------ | ------- |
| Германия                 | 1       |
| Австрия                  | 1       |
| Чехия                    | 1       |
| Норвегия                 | 1       |
| Швейцария                | 2       |
| Россия                   | 3       |
| Польша                   | 5       |
| Швеция                   | 7       |
| Венгрия                  | 7       |
| Финляндия                | 8       |
| Всемирный альбомный чарт | 11      |
| Нидерланды               | 12      |
| Италия                   | 12      |
| Греция                   | 13      |
| Шотландия                | 13      |
| Бельгия (Валония)        | 14      |
| Дания                    | 18      |
| Великобритания           | 19      |
| Испания                  | 19      |
| Бельгия (Фландрия)       | 33      |
| Япония                   | 50      |
| Франция                  | 57      |
| Ирландия                 | 87      |
| США Billboard 200        | 110     |

### Сертификация
| Страна | Дата      | Количество продаж           |
| ------ | --------- | --------------------------- |
| Россия | Май 2013  | 25,000 (золотой сертификат) |
| Польша | Июнь 2013 | 10,000 (золотой сертификат) |